# Liste der Baudenkmale in Müncheberg
In der Liste der Baudenkmale in Müncheberg sind alle Baudenkmale der brandenburgischen Stadt Müncheberg und ihrer Ortsteile aufgelistet. Grundlage ist die Veröffentlichung der Landesdenkmalliste mit dem Stand vom 31. Dezember 2020.

## Baudenkmale in den Ortsteilen
In den Spalten befinden sich folgende Informationen:
- ID-Nr.: Die Nummer wird vom Brandenburgischen Landesamt für Denkmalpflege vergeben. Ein Link hinter der Nummer führt zum Eintrag über das Denkmal in der Denkmaldatenbank. In dieser Spalte kann sich zusätzlich das Wort Wikidata befinden, der entsprechende Link führt zu Angaben zu diesem Denkmal bei Wikidata.
- Lage: die Adresse des Denkmales und die geographischen Koordinaten. Link zu einem Kartenansichtstool, um Koordinaten zu setzen. In der Kartenansicht sind Denkmale ohne Koordinaten mit einem roten beziehungsweise orangen Marker dargestellt und können in der Karte gesetzt werden. Denkmale ohne Bild sind mit einem blauen bzw. roten Marker gekennzeichnet, Denkmale mit Bild mit einem grünen beziehungsweise orangen Marker.
- Bezeichnung: Bezeichnung in den offiziellen Listen des Brandenburgischen Landesamtes für Denkmalpflege. Ein Link hinter der Bezeichnung führt zum Wikipedia-Artikel über das Denkmal.
- Beschreibung: die Beschreibung des Denkmales
- Bild: ein Bild des Denkmales und gegebenenfalls einen Link zu weiteren Fotos des Baudenkmals im Medienarchiv Wikimedia Commons

### Bienenwerder/Neubodengrün
| ID-Nr.   | Lage       | Bezeichnung  | Beschreibung | Bild           |
| -------- | ---------- | ------------ | --- | -------------- |
| 09180480 | B 1 (Lage) | Chausseehaus | Das Chausseehaus an der B 1 / B 5 wurde um 1810 erbaut. Zum Haus gehören noch Nebengebäude, diese sind nicht denkmalgeschützt. | weitere Bilder |

### Dahmsdorf
| ID-Nr.   | Lage   | Bezeichnung | Beschreibung | Bild           |
| -------- | ------ | ----------- | --- | -------------- |
| 09180545 | (Lage) | Dorfkirche  | Die Kirche wurde möglicherweise im 14. Jahrhundert im gotischen Stil erbaut. Während des Dreißigjährigen Krieges wurde die Kirche zerstört, danach wurde sie ohne Turm wiederaufgebaut. Im Jahre 1719 wurde der Dachturm aus Fachwerk errichtet. | weitere Bilder |

### Eggersdorf
| ID-Nr.   | Lage   | Bezeichnung | Beschreibung | Bild           |
| -------- | ------ | ----------- | --- | -------------- |
| 09180418 | (Lage) | Dorfkirche  | Der spätmittelalterliche Bau entstand aus Feld- und Backsteinen. Das Kirchenschiff ist auf seiner Westseite verkürzt. Experten vermuten daher, dass ursprünglich eine größere Anlage geplant war. Im Innern befindet sich unter anderem ein Kanzelaltar, den J. C. Martin im Jahr 1746 schuf. | weitere Bilder |

### Hermersdorf
| ID-Nr.   | Lage                        | Bezeichnung                               | Beschreibung | Bild                                      |
| -------- | --------------------------- | ----------------------------------------- | --- | ----------------------------------------- |
| 09180473 | (Lage)                      | Eichendorfer Mühle                        | | BW                                        |
| 09180471 | Hermersdorfer Straße (Lage) | Dorfkirche                                | Die Dorfkirche entstand Ende des 13. Jahrhunderts. Der quadratische Westturm kam Anfang des 16. Jahrhunderts hinzu. 1735 veränderte Kirchengemeinde den Turmaufsatz. Im Innern steht unter anderem ein Altarretabel, das der Künstler Herrler um 1953 schuf und die Geburt Jesu, seine Taufe und die Kreuzigung zeigt. | weitere Bilder                            |
| 09180472 | Hermersdorfer Straße (Lage) | Gedenkstein anlässlich der Befreiung 1945 | | Gedenkstein anlässlich der Befreiung 1945 |

### Hoppegarten
| ID-Nr.   | Lage                   | Bezeichnung              | Beschreibung | Bild           |
| -------- | ---------------------- | ------------------------ | --- | -------------- |
| 09180481 | B 1 (Lage)             | Meilensäule, bei km 42,1 | | weitere Bilder |
| 09180479 | Zum Stadtweg 10 (Lage) | Dorfkirche               | Die barocke Saalkirche entstand im Jahr 1714. Im Innenraum steht unter anderem ein Kanzelkorb, der zu einem Kanzelaltar aus dem Jahr 1733 gehört. | weitere Bilder |

### Jahnsfelde
| ID-Nr.   | Lage                 | Bezeichnung                           | Beschreibung | Bild                                  |
| -------- | -------------------- | ------------------------------------- | --- | ------------------------------------- |
| 09180484 | (Lage)               | Schlosskirche                         | Die Kirche wurde in der zweiten Hälfte des 13. Jahrhunderts errichtet. In den Jahren 1888 bis 1892 wurde die Kirche nach einem Brand restauriert. Dabei wurde der Turmaufsatz errichtet. Die Ausstattung im Inneren ist aus dem 19. Jahrhundert. | weitere Bilder                        |
| 09180485 | Schloßplatz 4 (Lage) | Gutshaus und Gutspark                 | | weitere Bilder                        |
| 09180487 | B 1 ()               | Viertelmeilenstein, bei km 28,9       | | weitere Bilder                        |
| 09180488 | B 1 ()               | Halbmeilenstein, bei km 30,8          | | weitere Bilder                        |
| 09180489 | Dorfstraße 4 (Lage)  | ehem. Einklassenschule (Gemeindehaus) | | ehem. Einklassenschule (Gemeindehaus) |

### Müncheberg
| ID-Nr.   | Lage                                        | Bezeichnung | Beschreibung | Bild                                                       |
| -------- | ------------------------------------------- | --- | --- | ---------------------------------------------------------- |
| 09180750 | (Lage)                                      | Stadtmauer mit Berliner und Küstriner Torturm | Der Stadtmauer ist weitgehend erhalten. Der Berlin Torturm wurde in der zweiten Hälfte des 13. Jahrhunderts errichtet, der Küstriner Torbogen wahrscheinlich im 15. Jahrhundert. | weitere Bilder                                             |
| 09180901 | (Lage)                                      | Bahnhofsanlage Müncheberg, bestehend aus Empfangsgebäude und Bahnhofsvorplatz, Inselbahnsteig mit Unterführung, nordöstliches Stellwerk, zwei Bahnarbeiterhäusern (mit Nebengebäuden) Eisenbahnweg 10/10a, 11/11a und Dahmsdorfer Straße 10/10a, 11/11a und 12 sowie Werkstattgebäude (Schmiede) Signalbrücke und Wasserkran | Bahnhof Müncheberg (Mark) | weitere Bilder                                             |
| 09180542 | (Lage)                                      | Friedhofstor des Waldfriedhofs | | BW                                                         |
| 09180544 | B 5 ()                                      | Prellstein | | ein Bild hochladen                                         |
| 09180543 | B 5 ()                                      | Meilenstein, bei km 35,1 | | ein Bild hochladen                                         |
| 09180539 | Eberswalder Straße 11 (Lage)                | Wasserturm | | Wasserturm                                                 |
| 09180540 | Eberswalder Straße 11 (Lage)                | Landambulatorium | | Landambulatorium                                           |
| 09180815 | Eberswalder Straße 84 (Lage)                | Institut für Züchtungsforschung (ehemaliges Kaiser-Wilhelm-Institut) mit Hauptgebäude, Seitenflügel, Wirtschaftsgebäude, Hof mit Gedenkstele für den Begründer Erich Baur, Direktorenvilla mit Park sowie Wirtschaftshofanlage                                                                                               | | weitere Bilder                                             |
| 09180850 | Eggersdorfer Weg (Lage)                     | Jüdischer Friedhof | | weitere Bilder                                             |
| 09180537 | Ernst-Thälmann-Straße (Lage)                | Denkmal für Opfer des Faschismus (OdF), im Stadtpark | | Denkmal für Opfer des Faschismus (OdF), im Stadtpark       |
| 09180536 | Ernst-Thälmann-Straße / Hinterstraße (Lage) | Stadtpfarrkirche St. Marien | Die evangelische Stadtpfarrkirche stammt im Ursprung aus der zweiten Hälfte des 13. Jahrhunderts. Die einschiffige Kirche wurde im 15. Jahrhundert zu einer zweischiffigen Kirche umgebaut. So sind die Spitzbogenfenster im Schiff und im Chor aus dieser Zeit. In den Jahren von 1817 bis 1827 wurde der Turm abgerissen und nach einem Entwurf von Karl Friedrich Schinkel neu errichtet. Im Jahre 1945 wurde die Innenausstattung durch Kriegseinwirkung zerstört. Die Kirche wurde 1992 wieder aufgebaut und unter Dach gebracht. 1997/1998 wurde der Innenraum so umgebaut, dass neben dem Raum für Gottesdienste ein verglastes Stahlregal, welches zum Kircheninnenraum mit hellen Eschenholzlamellen verkleidet ist, zur Aufnahme der Stadtbibliothek und weiterer Kulturräume errichtet wurde. Der Architekt des Umbaus war Klaus Block, Berlin. | weitere Bilder                                             |
| 09180538 | Karl-Marx-Straße (Lage)                     | Sowjetischer Ehrenfriedhof im Schützenpark (Volkshauspark) | Die terrassenförmig angelegte Anlage entstand Ende der 1970er Jahre. 239 sowjetische Soldaten sind hier bestattet. In der Mitte der Anlage ist ein großer Stern mit den Wappen der 15 Sowjetrepubliken eingelassen. Auf der oberen Ebene befindet sich ein Sockel mit einem überlebensgroßen Sowjetsoldaten aus Granit. | Sowjetischer Ehrenfriedhof im Schützenpark (Volkshauspark) |

### Münchehofe
| ID-Nr.   | Lage                    | Bezeichnung                                                                                | Beschreibung | Bild                                                                                       |
| -------- | ----------------------- | ------------------------------------------------------------------------------------------ | --- | ------------------------------------------------------------------------------------------ |
| 09180541 | Brigittenhof (Lage)     | Grabstätte und Gedenkstein für den Botaniker Erwin Baur, auf dem Gelände des Brigittenhofs | Mehrfach umgestaltete Grabstätte des 1933 verstorbenen Mediziner und Botaniker Erwin Baur. Baur kaufte den Birgittenhof in den 20er Jahren und forschte dort. Den umliegenden Wald hatte er selbst anlegen lassen.  | Grabstätte und Gedenkstein für den Botaniker Erwin Baur, auf dem Gelände des Brigittenhofs |
| 09180547 | Alte Seestraße 1 (Lage) | Dorfkirche                                                                                 | Die Feldsteinkirche entstand in der zweiten Hälfte des 13. Jahrhunderts. Das ursprünglich zur Kirchenausstattung gehörende Altarretabel aus der Zeit um 1520 befindet sich im Dom St. Marien in Fürstenwalde/Spree. | weitere Bilder                                                                             |

### Obersdorf
| ID-Nr.   | Lage                    | Bezeichnung | Beschreibung | Bild           |
| -------- | ----------------------- | ----------- | --- | -------------- |
| 09180006 | Bahnhofstraße 22 (Lage) | Dorfkirche  | Die evangelische Kirche stammt aus der zweiten Hälfte des 13. Jahrhunderts. Das Bauwerk wurde im Zweiten Weltkrieg stark zerstört; dabei wurde auch ein Großteil der Kirchenausstattung vernichtet. | weitere Bilder |

### Trebnitz
| ID-Nr.   | Lage                                                                                        | Bezeichnung                                                                                     | Beschreibung | Bild                                                                                            |
| -------- | ------------------------------------------------------------------------------------------- | ----------------------------------------------------------------------------------------------- | --- | ----------------------------------------------------------------------------------------------- |
| 09180696 | (Lage)                                                                                      | Dorfkirche                                                                                      | Die evangelische Kirche wurde in den Jahren 1864 und 1865 errichtet. Die Kirche konnte ursprünglich vom Gutshaus gesehen werden. An der Südseite sieht man noch den ehemaligen Zugang für die Herrschaft des Gutes. | weitere Bilder                                                                                  |
| 09180697 | Platz der Jugend 3, 4, 6, 11, Trebnitzer Hauptstraße 2, 4, 5, 6, Parkweg 1a, 10, 10a (Lage) | Gutsanlage mit Herrenhaus, Park und Wirtschaftshof                                              | Das ehemalige Schloss wurde von 1904 bis 1910 errichtet. Dabei wurde ein älteres Gutshaus mit einbezogen. Der Park wurde um das Jahr 1730 angelegt. Hier befinden sich viele ausländische Bäume und Pflanzen.       | weitere Bilder                                                                                  |
| 09180698 | Rosenthaler Straße 6 (Lage)                                                                 | Kalkbrennerei mit Fabrikantenwohnhaus, Nebengebäuden und straßenseitiger Grundstückseinfriedung | | Kalkbrennerei mit Fabrikantenwohnhaus, Nebengebäuden und straßenseitiger Grundstückseinfriedung |